# سوزان هو
سوزان هو هي موسيقية كندية، ولدت في 7 ديسمبر 1977.

## وصلات خارجية
- الموقع الرسمي
- سوزان هو على موقع ميوزك برينز (الإنجليزية)